# Phương ngữ Scotland Ulster
Phương ngữ Scotland Ulster (tiếng Anh: Ulster Scots hoặc Ulster-Scots, tiếng Ulster Scot: Ulstèr-Scotch) đề cập đến một phương ngữ Scots vùng đất thấp được nói ở tỉnh Ulster, Ireland. Một số điểm khác biệt cũng bao gồm tiếng Anh chuẩn với giọng Alster Scotch. Ulster Scotland đã bị ảnh hưởng bởi tiếng Anh Ireland, đặc biệt là tiếng Anh trung Alster và tiếng Ulster Ireland. Do ảnh hưởng của tiếng Anh và tiếng Ireland, nó có thể được chia thành tiếng Ulster Scots nói tiếng Anh hoặc tiếng Ireland.
Vào đầu thế kỷ 17, những người nhập cư Scotland đã đưa người Scotland vùng thấp đến vùng Ulster, và lịch sử viết về người Scotland ở vùng đất thấp sớm nhất ở vùng Ulster có từ thời kỳ này. Đến cuối thế kỷ 20, người Scotland vùng thấp viết ở vùng Ulster bắt đầu khác với người Scotland. Một cách viết mới đã được tạo ra.

## Tên gọi
Ulster Scots đã được viết bằng tiếng Anh là "Scotch-Irish" nhưng bây giờ thường được viết là "Ulster Scots". Những người nói ngôn ngữ này thường gọi nó là Scid Braid Scots,, Scot Scotch, hoặc Hamly lưỡi lưỡi. Từ những năm 1980, một từ mới "Ullans" đã trở nên phổ biến, sự kết hợp của "người Ulster" và "người Lallan" (tiếng Scotland "Scottish Lowlands"), nhưng cũng là từ viết tắt của "ngôn ngữ Ulster-Scots trong văn học và lời nói bản địa". Nhưng một số người sử dụng "Ulstèr-Scotch" lỗi thời. Một số người sử dụng "Hiberno-Scots", nhưng thuật ngữ này thường đề cập đến tiếng Scotland Ulster.